# Chelsea (Oklahoma)
Chelsea es un pueblo ubicado en el condado de Rogers en el estado estadounidense de Oklahoma. En el año 2010 tenía una población de 1964 habitantes y una densidad poblacional de 8,61 personas por km².

## Geografía
Chelsea se encuentra ubicado en las coordenadas 36°32′8″N 95°25′53″O / 36.53556, -95.43139 (36.535544, -95.431466).

## Demografía
Según la Oficina del Censo en 2000 los ingresos medios por hogar en la localidad eran de $24,127 y los ingresos medios por familia eran $29,432. Los hombres tenían unos ingresos medios de $29,018 frente a los $19,875 para las mujeres. La renta per cápita para la localidad era de $12,889. Alrededor del 18.8% de la población estaban por debajo del umbral de pobreza.